# Pteromalus couridae
Pteromalus couridae är en stekelart som beskrevs av Peter Cameron 1913.
Pteromalus couridae ingår i släktet Pteromalus och familjen puppglanssteklar. Artens utbredningsområde är Guyana. Inga underarter finns listade i Catalogue of Life.